# Julian Glover
Julian Wyatt Glover (ur. 27 marca 1935 w Londynie) – brytyjski aktor teatralny i filmowy.
Glover jest przede wszystkim znakomitym aktorem teatralnym, występował m.in. w Royal Shakespeare Company. Szerokiej publiczności i fanom „bondowskiej serii” pozostaje w pamięci jako Aristotle Kristatos – przeciwnik Jamesa Bonda w filmie Tylko dla twoich oczu (1981; John Glen). Zagrał także w wielkich hollywoodzkich produkcjach, takich jak: Gwiezdne wojny: część V - Imperium kontratakuje (1980; reż. Irvin Kershner), Indiana Jones i ostatnia krucjata (1989; reż. Steven Spielberg), Troja (2004; reż. Wolfgang Petersen). Pojawiał się gościnnie w popularnych serialach telewizyjnych; m.in.: Rewolwer i melonik, Święty, Magnum, Detektyw Remington Steele.

## Życie prywatne
Aktor był dwukrotnie żonaty, pierwszy raz ożenił się w 1957 roku z aktorką Eileen Atkins, z którą rozstał się w 1966. Drugą wybranką Glovera była również aktorka Isla Blair, z którą ożenił się w 1968 roku i ma z nią syna Jamiego Glovera.

## Wybrana filmografia
- Przygody Toma Jonesa (1963) jako porucznik Northerton
- Britannic w niebezpieczeństwie (1974) jako komandor Marder
- Gwiezdne wojny: część V – Imperium kontratakuje (1980) jako generał Maximilian Veers
- Tylko dla twoich oczu (1981) jako Aristotle „Aris” Kristatos
- Krzyk wolności (1987) jako Don Card
- Czwarty protokół (1987) jako Brian Harcourt-Smith
- Indiana Jones i ostatnia krucjata (1989) jako Walter Donovan
- Wyspa skarbów (1990) jako dr Livesey
- Król Ralph (1991) jako Gustav
- Vatel (2000) jako książę de Conde
- Harry Potter i Komnata Tajemnic (2002) jako Aragog (głos)
- Troja (2004) jako Triopas
- Scoop – Gorący temat (2006) jako lord Lyman
- Lustra (2008) jako Robert Esseker
- Młoda Wiktoria (2009) jako Arthur Wellesley, 1. książę Wellington
- Narodziny mistrza (2022) jako Lord Ashford